# Promachus albifacies
Promachus albifacies là một loài ruồi trong họ Asilidae. Promachus albifacies được Williston miêu tả năm 1885.